# Viglunds saga
Viglunds saga (isl. Víglundar saga) är en av islänningasagorna. Handlingen utspelar sig på halvön Snæfellsnes på Island. Sagan är en kärleksroman. Huvudpersonerna är Viglund och hans fästmö Kettilrid.

## Handling
Sagan utspelar sig på 900-talet, när kung Harald Hårfager var kung i Norge. Alla personer är uppdiktade, utom hjältinnan Kettilrids far Holmkel, som ska ha varit en historisk person och bott på gården Foss längst ute på Snæfellsnes. Viglund och Kettilrid var fästa vid varandra sedan barnsben. Mellan Viglunds och Kettilrids familjer uppstod en ovänskap som bl.a. hade sin grund i en hingsthetsning. Detta ledde till att Kettilrid trolovades med en annan man, Håkon. En strid mellan sönerna i familjen, där flera av Foss-bröderna stupade. Efter flera förvecklingar får Viglund och Kettilrid varandra på slutet av sagan.

## Tillkomst, manuskript och översättning
Sagan är med största sannolikhet skriven i slutet av 1300-talet. Den finns bevarad i två pergamenthandskrifter (AM 510 och AM 551a) från 1400-talet. Den trycktes först i Hólar år 1756.
Sagan är översatt till svenska av Åke Ohlmarks (1963).